# 4220 Flood
4220 Flood este un asteroid din centura principală, descoperit pe 22 februarie 1988 de Robert McNaught.